# Oblast Stara Zagora
Oblast Stara Zagora (bugarski Област Стара Загора), nalazi se u središnjoj Bugarskoj. Najveći grad i administrativno središte je grad Stara Zagora .
Oblast Stara Zagora sastoji se od 11 općina:
- Bratja Daskalovi
- Čirpan
- Galabovo
- Gurkovo
- Kazanlak
- Magliž
- Nikolaevo
- Opan
- Pavel Banja
- Radnevo
- Šipka
- Stara Zagora

## Vanjske poveznice
- Službena stranica grada

### Ostali projekti
|  | Zajednički poslužitelj ima još gradiva o temi Oblast Stara Zagora |